# Deepfake-Pornografie
Deepfake-Pornografie ist ein Pornografie-Segment, das das durch Computer berechnete Einfügen von Gesichtern realer Personen in pornografische Bilder oder Filme zum Inhalt hat.

## Definition

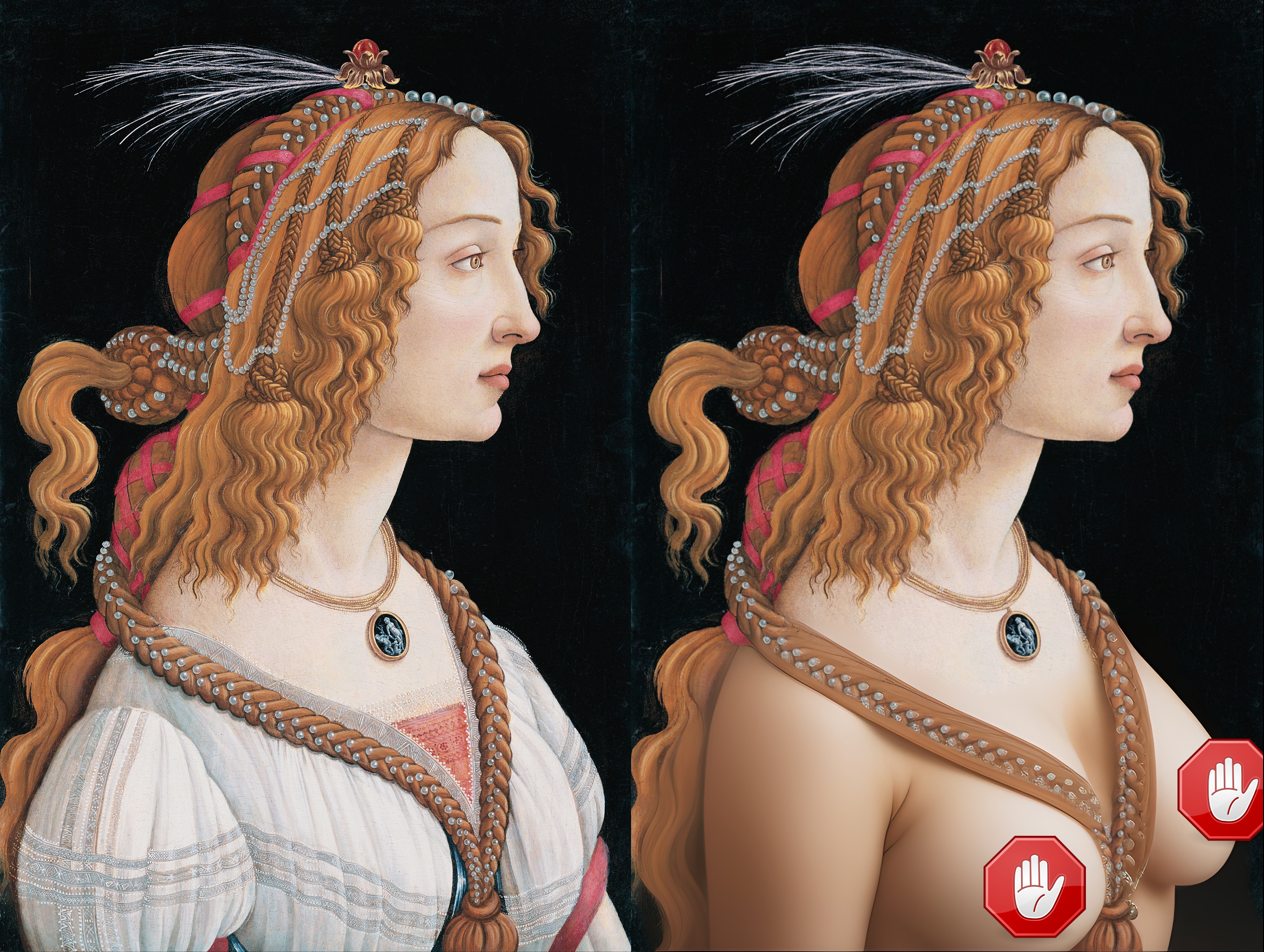
Porträt der Simonetta Vespucci als Nymphe (Sandro Botticelli, 1480); links im Original, rechts digital „entkleidet“

„Deepfake“ ist ein Kofferwort, das die englischsprachigen Begriffe Deep Learning und Fake kombiniert und die kombinierte Darstellung unterschiedlicher Medienquellen unter Verwendung von Prinzipien künstlicher neuronaler Netze beschreibt, die dem Betrachter den falschen Eindruck vermitteln, ein Subjekt befinde sich in einem Szenario, das tatsächlich nicht in Zusammenhang mit dem Subjekt steht. Ein einfaches Beispiel ist „face swapping“, das vom Computer berechnete Einfügen eines Gesichts in das Abbild eines anderen Menschen. Wird ein Gesicht einer real existierenden Person in pornografische Szenen eingefügt, so dass sich der wahrheitswidrige Eindruck ergibt, die Person sei Teil der Szene, spricht man von Deepfake-Pornografie. Alternativ werden mit Hilfe von „Nudify“-Software Fotos von bekleideten Personen dahingehend manipuliert, dass an Stelle bekleideter realistische unbekleidete Körper in die Bilder eingefügt werden.

## Technik
Für die Berechnung von Deepfake-Filmen werden Techniken aus der KI-Forschung genutzt. Bilder und Videos werden durch Software auf Muster und Gesetzmäßigkeiten analysiert, bis die Software in der Lage ist, sowohl das jugendfreie als auch das pornografische Ausgangsmaterial als dreidimensionale Modelle zu berechnen und das eine in das andere einzufügen. Mit handelsüblicher Hardware betrug die Rechenzeit für Deepfake-Filme 2017 je nach verfügbarer Hardware und Spielzeit mehrere Stunden bis mehrere Tage. Stand 2020 war eine händische Nachbearbeitung des Rechenresultats die Regel.

## Geschichte
Das Einfügen von Gesichtern Prominenter in pornografische Bilder ist ein altbekanntes Phänomen. 2001 gewann beispielsweise die Tennisspielerin Steffi Graf einen Prozess gegen den Technikkonzern Microsoft, da dieser nicht gegen gefälschte Pornobilder mit Grafs Gesicht auf seinem Webportal MSN vorgegangen war. Laut des Variety-Magazins kam das Deepfake-Pornografie-Phänomen im Dezember 2017 auf, als ein Reddit-Nutzer mehrere Pornovideos bereitstellte, in denen scheinbar prominente Frauen mitspielten. Der Erschaffer nutzte frei zugängliche Programme wie Keras oder TensorFlow, um den Film zu erstellen. Laut des Vice-Magazins war die israelische Schauspielerin Gal Gadot (Wonder Woman) das erste Opfer, dessen Gesicht in einen Pornofilm montiert wurde. Binnen Wochen folgten weitere Filme, in denen scheinbar Scarlett Johansson, Maisie Williams, Taylor Swift oder Aubrey Plaza mitspielten. Im Januar 2018 veröffentlichte ein anderer Reddit-Nutzer eine Applikation namens FakeApp, mit der Anwender ohne weitergehende technische Kenntnisse selbst Gesichter in einen Pornofilm montieren konnten.
Bereits unmittelbar nach der Veröffentlichung der ersten Filme wies das Vice-Magazin darauf hin, dass auf Grund der breiten Verfügbarkeit von benötigter Hard- und Software einerseits und der breiten Verfügbarkeit von privaten Fotos in den sozialen Medien andererseits das Erstellen von Deepfake-Pornografie für gezieltes Mobbing gegen Privatpersonen genutzt werden könne. Einzelne Hosting-Seiten begannen schon wenige Wochen nach der Veröffentlichung des ersten Films damit, die von anonymen Nutzern hochgeladenen Filme von ihren Plattformen zu entfernen, woraufhin die Nutzer allerdings auf andere Plattformen auswichen. Zu den Plattformen, die Deepfake-Pornografie über ihre Nutzungsbedingungen aus ihrem Hostingangebot ausschlossen, gehören Discord, Gfycat, Pornhub, Twitter und seit Februar 2018 Reddit selbst. Stand 2020 hatten auch die Social-Media-Plattformen Facebook und YouTube ihre Geschäftsbedingungen dahingehend angepasst, dass Deepfake-Videos nicht hochgeladen werden durften. Das Videoportal Gfycat setzt bei seinen Recherche-Arbeiten dabei eigenen Angaben zufolge seinerseits KI-Techniken zur Erkennung von Deepfake-Pornografie ein. Diese prüfen aber lediglich von Nutzern neu hochgeladene Bildsequenzen, während bereits vor Einsatz der Technologie hochgeladene Werke monatelang unbeanstandet präsentiert wurden und von Nutzern manuell gemeldet werden mussten. Techniken, die Deepfake-Pornografie aus „regulärer“ Pornografie herausfiltern sollen, prüfen Bildsequenzen unter anderem auf auffällige Hautstellen und ungewöhnliche Blinzelfrequenzen der Darstellerinnen.
2019 waren laut einer Analyse der italienischen Firma DeepTrace Technologies fast 96 % aller Deepfake-Videos im Internet pornografische Videos. Zu diesem Zeitpunkt machten südkoreanische Sängerinnen des K-Pop-Genres etwa 25 % der Deepfake-Pornografie-Opfer aus, während die Konsumenten mehrheitlich in China lokalisiert wurden. Das US-Magazin Input zitierte im August 2020 eine nicht näher spezifizierte Studie, der zufolge weltweit pro Monat über 1000 pornografische Deepfake-Videos auf einschlägige Seiten hochgeladen würden. Im September 2023 erreichte die Zahl der Besucher von „Nudify“-Diensten nach Recherchen der US-Firma für Social-Media-Analysen Graphika über 24 Millionen monatliche Unique Visits, zugleich stieg die Werbung für entsprechende Angebote seit Januar 2023 laut Graphika um 2400 % an.
Stand 2020 haben einige US-Bundesstaaten sowie China und Südkorea Gesetze erlassen, die das Inverkehrbringen von Deepfake-Pornografie unter Strafe stellen. In den Vereinigten Staaten werden Bundesgesetze zum Schutz Minderjähriger analog angewendet. Der iPhone-Hersteller Apple löschte im April 2024 nach Meldung durch das US-Technikmagazin 404 Media drei „Nudify“-Apps aus dem App Store, die dort zuvor trotz Verletzung von Apples Richtlinien scheinbar unbemerkt geblieben waren.
Im Sommer 2024 wurde durch einen Bericht der Journalistin Ko Narin bekannt, dass sich in Südkorea zahlreiche Gruppen gebildet haben, die Deep Fake Pornografie von Studentinnen und Schülerinnen verbreiten. Mehr als 500 Universitäten und Schulen sind betroffen. Als Medium dient vor allem Telegram.

## Rezeption
Der Technologiedienstleister DeepTrace Technologies, der 2019 eine Analyse zum Status der Deepfake-Pornografie veröffentlichte, hielt fest, dass das Pornografie-Segment in den Anfangstagen der Treiber des Deepfake-Markts gewesen sei. Das Medium Deepfake sei zwar prinzipiell geeignet, politische Prozesse zu stören und zu unterminieren, primär werde es aber genutzt, um im Rahmen von Deepfake-Pornografie Frauen zu demütigen und abzuwerten. Das US-Nachrichtenmagazin Business Insider sah darüber hinaus die Gefahr, dass die Opfer der Manipulationen mit diesen erpresst werden. Das Magazin wies auch darauf hin, dass die Deepfake-Pornografievideos keine echten Sexszenen der Opfer zeigten und sich damit in einer rechtlichen Grauzone befänden. Das Time-Magazin wies unter Berufung auf die Bereichsleiterin für Cybersicherheit bei der Electronic Frontier Foundation Eva Galperin darauf hin, dass dem Aufkommen der Deepfake-Pornografie primär Prominente Opfer von Bildmanipulationen wurden, während insbesondere durch das Aufkommen von allgemein zugänglichen „Nudify“-Diensten Normalpersonen in den Fokus der Ersteller rückten, darunter Schülerinnen und Studentinnen.
Das Technikportal The Verge zeigte bereits im Dezember 2017 die Gefahr auf, dass Deepfake-Pornografie als Mobbing-Mittel gegen Mitschüler eingesetzt werden könne. Es wies darauf hin, dass die Begrenzung des Phänomens erschwert würde, da die Ersteller Open-Source- statt proprietärer Software einsetzten. Das Lifestylemagazin Vice äußerte die Sorge, dass technische Maßnahmen gegen Deepfake-Pornografie unweigerlich zu einem „Katz-und-Maus-Spiel“ mit Erstellern und Verbreitern der Filmchen führe, da letztere erfahrungsgemäß nach jeder Installation einer Schutzmaßnahme versuchen würden, diese zu umgehen. Vertreter der Pornofilmindustrie äußerten sich teils kritisch oder besorgt über das Aufkommen von Deepfake-Pornografie. So kritisierte der damalige Finanzvorstand der US-amerikanischen Produktionsfirma Evil Angel, dass Deepfake-Pornografie per Definition Dinge zeige, denen die dargestellte Person nie zugestimmt habe. Der deutsche Spiegel mutmaßte, dass die Medien durch ihre Berichterstattung zum Thema der Popularität von Deepfake-Pornografie Vorschub geleistet hätten, und wies darauf hin, dass zugrunde liegende Faceswap-Technologie in Apps wie Snapchat längst Eingang in die Massenkultur gefunden habe.
Mit ihrem „spekulativen Design- und Kunstprojekt“, dem Kameraprototyp „Nuca“, möchten die beiden Aktionskünstler Mathias Vef und Benedikt Groß auf die Problematik von KI-generierter Deepfake-Pornografie, konkret der Nutzung von KI-Tools zur Erstellung von Nacktbildern ohne Einwilligung, aufmerksam machen; der Kameraprototyp, der bei einer Aufnahme direkt ein Nacktbild der fotografierten Person erzeugt, soll ab dem 29. Juni 2024 in der Ausstellung Uncanny in Berlin zu sehen sein.